# Standeria transvaalensis
Standeria transvaalensis är en ringmaskart som beskrevs av Clara Octavia Jamieson 1968. Standeria transvaalensis ingår i släktet Standeria och familjen Alluroididae. Inga underarter finns listade i Catalogue of Life.